# KBS芸能大賞
KBS芸能大賞（ケイビーエスげいのうたいしょう、朝: KBS 연예대상）は、韓国の放送局KBSで1年間に放送された芸能・娯楽番組、教養番組を対象とした授賞式。主催はKBS。
毎年12月第4週の土曜日に開催。KBSホールで2時間あまりにわたって行われる式典の模様は、KBS 2TVで特別番組として生放送されるほか、KBS Worldを通じて世界各国に同時中継されている。

## 概要
前身は1987年から1994年まで開催されていた『KBSコメディー大賞』で、1995年に『KBSコメディー祭』にタイトルを変更。翌1996年から休止となっていたが、2002年に現在の形で復活した。
賞の授受の合間に行われる恒例企画（コントバラエティ番組『ギャグコンサート』出演陣とKBSアナウンサーらによる歌まねやコントの特別ステージ、K-POPアーティストによるライブパフォーマンスなど）が呼び物で、バラエティー要素の高い式典となっている。
日本でのテレビ放送は前述の通りKBS Worldにて生放送されるほか、後日に日本語字幕付きで放送されている。

## 選考
- 「視聴者が選ぶ最高の番組賞」は、事前のKBSホームページ視聴者アンケートとプロデューサー投票、生放送中のSMS投票の合算により決定される（HP投票30％：PD投票30％：SMS投票40％）。
- 「優秀賞」と「最優秀賞」のノミネートは同じ。最高得点が最優秀賞、次点が優秀賞となる。

## 部門
- KBS芸能大賞
- 視聴者が選ぶ最高の番組賞
- 最高エンターテイナー賞

| ショー娯楽部門 - MC男性最優秀賞 - MC女性最優秀賞 - MC男性優秀賞 - MC女性優秀賞 - MC男性新人賞 - MC女性新人賞 - 放送作家賞 | コメディー部門 - 男性最優秀賞 - 女性最優秀賞 - 男性優秀賞 - 女性優秀賞 - 男性新人賞 - 女性新人賞 - 放送作家賞 |

その他
- 功労賞
- 特別賞
- ラジオDJ賞
- ベストチームワーク賞
- プロデューサー特別賞
- 最優秀アイデア賞

## 授賞歴

### 大賞 / 視聴者が選ぶ最高の番組賞
| 回 | 年   | 芸能大賞                                                                                                   | 視聴者が選ぶ最高番組賞                                    |
| -- | ---- | --- | --------------------------------------------------------- |
| 1  | 2002 | シン・ドンヨプ                                                                                             | ハッピートゥゲザー シーズン1                              |
| 2  | 2003 | パク・ジュンヒョン                                                                                         | ギャグコンサート                                          |
| 3  | 2004 | イ・フィジェ                                                                                               | スポンジ                                                  |
| 4  | 2005 | ユ・ジェソク                                                                                               | ハッピートゥゲザー フレンズ                               |
| 5  | 2006 | キム・ジェドン                                                                                             | 想像プラス                                                |
| 6  | 2007 | タク・ジェフン                                                                                             | ハッピートゥゲザー シーズン3                              |
| 7  | 2008 | カン・ホドン                                                                                               | ハッピーサンデー                                          |
| 8  | 2009 | カン・ホドン                                                                                               | ハッピーサンデー                                          |
| 9  | 2010 | イ・ギョンギュ                                                                                             | ハッピーサンデー                                          |
| 10 | 2011 | ハッピーサンデー「1泊2日」チーム （イ・スンギ、オム・テウン、イ・スグン キム・ジョンミン、ウン・ジウォン） | ギャグコンサート                                          |
| 11 | 2012 | シン・ドンヨプ                                                                                             | 不朽の名曲2〜伝説を歌う 国民トークショー アンニョンハセヨ |

### 最優秀賞
| 回 | 年   | ショー娯楽       | ショー娯楽                               | コメディー           | コメディー                                        |
| -- | ---- | ---------------- | ---------------------------------------- | -------------------- | ------------------------------------------------- |
| 1  | 2002 | イ・ギョンギュ   | 야!한밤에                                | カン・ソンボム       | 수다맨 ガルガルイ三兄弟 （ギャグコンサート）      |
| 1  | 2002 | イ・ギョンギュ   | 야!한밤에                                | パク・ジュンヒョン   | 수다맨 ガルガルイ三兄弟 （ギャグコンサート）      |
| 2  | 2003 | ユ・ジェソク     | スーパーTV 日曜日は楽しい                | チョン・ジョンチョル | ポンスンア学堂、生活なまり （ギャグコンサート）   |
| 2  | 2003 | ユ・ジェソク     | ハッピートゥゲザー シーズン3             | チョン・ジョンチョル | ポンスンア学堂、生活なまり （ギャグコンサート）   |
| 3  | 2004 | イ・フィジェ     | スポンジ                                 | パク・ソンホ         | ポンスンア学堂（ギャグコンサート）                |
| 4  | 2005 | タク・ジェフン   | 想像プラス                               | キム・ジュノ         | 愛の家族（ギャグコンサート）                      |
| 4  | 2005 | タク・ジェフン   | ハッピートゥゲザー フレンズ              | キム・ジュノ         | 愛の家族（ギャグコンサート）                      |
| 5  | 2006 | イ・フィジェ     | 想像プラス                               | チョン・ジョンチョル | マッパギ（ギャグコンサート）                      |
| 5  | 2006 | イ・フィジェ     | スポンジ                                 | チョン・ジョンチョル | マッパギ（ギャグコンサート）                      |
| 6  | 2007 | ナム・ヒソク     | 美女たちのおしゃべり                     | キム・デヒ           | 会話が欲しい（ギャグコンサート）                  |
| 6  | 2007 | ヒョニョン       | ハッピーサンデー「女傑6」                | キム・デヒ           | 会話が欲しい（ギャグコンサート）                  |
| 7  | 2008 | チョン・ウナ     | ビタミン                                 | キム・ビョンマン     | 達人（ギャグコンサート）                          |
| 8  | 2009 | パク・ミソン     | ギャグスター                             | パク・ソンホ         | 男性人権保護委員会 （ギャグコンサート）           |
| 8  | 2009 | パク・ミソン     | ハッピートゥゲザー シーズン3             | パク・ソンホ         | 男性人権保護委員会 （ギャグコンサート）           |
| 9  | 2010 | ファン・スギョン | 開かれた音楽会                           | パク・ジソン         | ソロ天国カップル地獄、ゾヤ族 （ギャグコンサート） |
| 9  | 2010 | イ・スンギ       | ハッピーサンデー「1泊2日」               | キム・ビョンマン     | 達人（ギャグコンサート）                          |
| 10 | 2011 | イ・ヨンジャ     | 国民トークショー アンニョンハセヨ        | チョン・ギョンミ     | 不便な真実（ギャグコンサート）                    |
| 10 | 2011 | イ・スグン       | 1泊2日 青春不敗2、キム・スンウの乗勝長駆 | キム・ジュノ         | ギャグコンサート                                  |
| 11 | 2012 | キム・スンウ     | キム・スンウの乗勝長駆 1泊2日            | キム・ジュンヒョン   | 4種類（ギャグコンサート）                         |
| 11 | 2012 | イ・ヨンジャ     | 国民トークショー アンニョンハセヨ        | シン・ボラ           | 勇敢なヤツら（ギャグコンサート）                  |

### 優秀賞
| 回 | 年   | ショー娯楽       | ショー娯楽                        | コメディー         | コメディー                                     |
| -- | ---- | ---------------- | --------------------------------- | ------------------ | ---------------------------------------------- |
| 2  | 2003 | ユン・ドヒョン   | ユン・ドヒョンのラブレター        | イム・ヒョクピル   | ポンスンア学堂（ギャグコンサート）             |
| 3  | 2004 | チ・ソクジン     | ハッピーサンデー                  | チョン・ヒョンドン | 花より美しい（ギャグコンサート）               |
| 4  | 2005 | キム・ジェドン   | ハッピーサンデー                  | チャン・ドンミン   | ポンスンア学堂（ギャグコンサート）             |
| 4  | 2005 | キム・ジェドン   | ハッピーサンデー                  | キム・ヒョンスク   | ポンスンア学堂（ギャグコンサート）             |
| 5  | 2006 | ヒョニョン       | ハッピーサンデー「女傑6」         | カン・ユミ         | 愛のカウンセラー（ギャグコンサート）           |
| 5  | 2006 | チョン・ソンヒ   | ハッピーサンデー「女傑6」         | キム・デボム       | マッパギ（ギャグコンサート）                   |
| 6  | 2007 | パク・ジユン     | スターゴールデンベル              | ピョン・ギス       | 気難しいビョン先生（ギャグコンサート）         |
| 6  | 2007 | チ・ソクチン     | スターゴールデンベル              | シン・ボンソン     | 会話が欲しい（ギャグコンサート）               |
| 6  | 2007 | チ・ソクチン     | ハッピーサンデー「ハイファイブ」  | シン・ボンソン     | 会話が欲しい（ギャグコンサート）               |
| 7  | 2008 | シン・ボンソン   | ドンヨプ&ボンソンのシャンパン     | パク・ジソン       | ポンスンア学堂（ギャグコンサート）             |
| 7  | 2008 | シン・ボンソン   | ハッピートゥゲザー シーズン3      | ファン・ヒョニ     | ファン・ヒョニの消費者告発（ギャグコンサート） |
| 8  | 2009 | シン・ボンソン   | ドンヨプ&ボンソンのシャンパン     | カン・ユミ         | メイク室のカン先生（ギャグコンサート）         |
| 8  | 2009 | シン・ボンソン   | ハッピートゥゲザー シーズン3      | アン・ヨンミ       | メイク室のカン先生（ギャグコンサート）         |
| 8  | 2009 | イ・スグン       | 想像プラス                        | ユン・ヒョンビン   | ポンスンア学堂（ギャグコンサート）             |
| 8  | 2009 | イ・スグン       | ハッピーサンデー「1泊2日」        | ユン・ヒョンビン   | ポンスンア学堂（ギャグコンサート）             |
| 9  | 2010 | ク・ハラ         | 青春不敗                          | ホ・アンナ         | スーパースターKBS（ギャグコンサート）          |
| 9  | 2010 | イ・スグン       | ハッピーサンデー「1泊2日」        | パク・ヨンジン     | お二人様討論（ギャグコンサート）               |
| 10 | 2011 | キム・ギョンラン | スポンジ                          | シン・ボラ         | 生活の発見（ギャグコンサート）                 |
| 10 | 2011 | キム・スンウ     | キム・スンウの乗勝長駆            | キム・ウォニョ     | 非常対策委員会（ギャグコンサート）             |
| 10 | 2011 | キム・スンウ     | キム・スンウの乗勝長駆            | チェ・ヒョジョン   | 曖決男、4悪魔幼稚園（ギャグコンサート）        |
| 11 | 2012 | カルトゥ         | 国民トークショー アンニョンハセヨ | ホ・ギョンファン   | ホームレスの品格（ギャグコンサート）           |
| 11 | 2012 | カルトゥ         | 国民トークショー アンニョンハセヨ | チョン・テホ       | 勇敢なヤツら（ギャグコンサート）               |
| 11 | 2012 | ファン・シネ     | ファミリー                        | キム・ジミン       | 不都合な真実（ギャグコンサート）               |

### 新人賞
| 回 | 年度 | ショー娯楽       | コメディー         |
| -- | ---- | ---------------- | ------------------ |
| 1  | 2002 | イ・ヒョリ       | イ・ジョンス       |
| 1  | 2002 | チャン・ナラ     | イ・ジョンス       |
| 2  | 2003 | カン・スジョン   | チョン・ヒョンドン |
| 2  | 2003 | カン・スジョン   | ソ・ナムヨン       |
| 2  | 2003 | キム・ジェドン   | クォン・ジヨン     |
| 2  | 2003 | キム・ジェドン   | キム・ダレ         |
| 3  | 2004 | キム・ギョンラン | カン・ユミ         |
| 3  | 2004 | キム・ヒョヌク   | アン・サンテ       |
| 3  | 2004 | キム・ヒョヌク   | チョン・チョルギュ |
| 4  | 2005 | ノ・ヒョンジョン | ユ・セユン         |
| 4  | 2005 | ノ・ヒョンジョン | パク・フィスン     |
| 4  | 2005 | ノ・ヒョンジョン | アン・ヨンミ       |
| 4  | 2005 | ノ・ヒョンジョン | シン・ボンソン     |
| 5  | 2006 | 朴芝潤           | 安一權             |
| 5  | 2006 | 朴芝潤           | 金智珉             |
| 6  | 2007 | ハン・ソクジュン | キム・ウォンヒョ   |
| 6  | 2007 | チェ・ソンヒョン | 朴智宣             |
| 7  | 2008 | イ・ジエ         | 金慶雅             |
| 7  | 2008 | イ・スグン       | 朴聖光             |
| 8  | 2009 | キム・シニョン   | 吳娜美             |
| 8  | 2009 | チョン・ヒョンム | ホ・ギョンファン   |
| 9  | 2010 | イ・シヨン       | キム・ヨンヒ       |
| 9  | 2010 | キム・スンウ     | チェ・ヒョジョン   |
| 10 | 2011 | パク・ウニョン   | 李姬庚             |
| 10 | 2011 | ヤン・ジュニョク | チョン・テホ       |
| 11 | 2012 | スジ（Miss A）   | パク・ソヨン       |
| 11 | 2012 | チュ・サンウク   | 金基利             |
| 11 | 2012 | チュウォン       | 金基利             |

### 最高エンターテイナー賞
| 回 | 年度 | 受賞者             | 出演番組                       |
| -- | ---- | ------------------ | ------------------------------ |
| 1  | 2002 | カン・ビョンギュ   | 自由宣言土曜大作戦             |
| 1  | 2002 | イ・ヒョクチェ     | 自由宣言土曜大作戦             |
| 2  | 2003 | -                  | -                              |
| 3  | 2004 | チョン・ソニ       | ハッピーサンデー               |
| 4  | 2005 | ノ・ジュヒョン     | ビタミン                       |
| 4  | 2005 | キム・ジョングク   | ハッピーサンデー               |
| 5  | 2006 | キム・ジョンミン   | ハッピーサンデー「1泊2日」     |
| 6  | 2007 | キム・グラ         | スターゴールデンベル           |
| 6  | 2007 | イ・スグン         | 1泊2日                         |
| 6  | 2007 | キム・ソンウン     | ハッピーサンデー「不朽の名曲」 |
| 7  | 2008 | イ・スンギ         | 1泊2日                         |
| 8  | 2009 | キム・ソンミン     | 天下無敵野球団                 |
| 8  | 2009 | キム・テゥオン     | 天下無敵野球団                 |
| 8  | 2009 | イ・ハヌル         | 天下無敵野球団                 |
| 9  | 2010 | ウン・ジウォン     | 1泊2日                         |
| 9  | 2010 | ウン・ジウォン     | 危機脱出ナンバーワン           |
| 9  | 2010 | パク・ミョンス     | ハッピートゥゲザー シーズン3   |
| 9  | 2010 | パク・ミョンス     | スクールバラエティ 百点満点    |
| 10 | 2011 | チョン・ヒョンム   | 男子の資格                     |
| 10 | 2011 | オム・テウン       | 1泊2日                         |
| 11 | 2012 | シン・ヒョンジュン | 芸能街中継                     |
| 11 | 2012 | ユ・ヒヨル         | ユ・ヒヨルのスケッチブック     |
| 11 | 2012 | チャ・テヒョン     | 1泊2日                         |

### 放送作家賞
| 年度 | ショー娯楽                                     | コメディー                             |
| ---- | ---------------------------------------------- | -------------------------------------- |
| 2007 | イム・ギホン（芸能街中継）                     | イ・ナムギュ（ギャグ・コンサート）     |
| 2008 | イ・ウジョン（1泊2日）                         | カン・ユンミ（ギャグ・コンサート）     |
| 2009 | チョン・ハンウク（全国のど自慢）               | ペク・ソンウン（ギャグ・コンサート）   |
| 2010 | イ・ドンギョン（愛のリクエスト）               | イ・サンドク（ギャグ・コンサート）     |
| 2011 | モ・ウンソル（キム・スンウの乗勝長駆）         | チェ・デウン（ギャグ・スター）         |
| 2011 | チュ・ギップム（ハッピートゥゲザー シーズン3） | チェ・デウン（ギャグ・スター）         |
| 2012 | チェ・ジェヨン（1泊2日）                       | チョ・イェヒョン（ギャグ・コンサート） |

### 最優秀アイデア賞
- 2008年　達人（ギャグコンサート）
- 2009年　メイク室のカン先生（ギャグコンサート）
- 2010年　お二人様討論（ギャグコンサート）
- 2011年　曖決男（ギャグコンサート）
- 2012年　勇敢な奴ら（ギャグコンサート）

### ベストチームワーク賞
- 2009年　『青春不敗』
- 2010年　『ハッピートゥゲザー シーズン3』
- 2011年　『国民トークショー アンニョンハセヨ』
- 2012年　『男子の資格』チーム

### ラジオDJ賞
- 2007年　アン・ジェウク、チャ・テヒョン
- 2010年　ユ・ヒヨル（ユ・ヒヨルのラジオ天国）
- 2011年　テ・ジナ（テジナのショー・ショー・ショー）、ファン・ジョンミン（FMデイズ）
- 2012年　イ・ヒョヌ（イ・ヒョヌの音楽アルバム）

### 特別賞 / 功労賞
| 年   | 特別賞                                                                         | 功労賞                                         |
| ---- | ------------------------------------------------------------------------------ | ---------------------------------------------- |
| 2005 | キム・ハンジョ（音楽効果）、パク・ボンジュ（中継技術） 「ビタミン」スタッフ4名 | シン・グ、チョン・エリ、キム・ヨンオク         |
| 2006 | キム・ギボン、イム・ジェソプ                                                   | ホチャム                                       |
| 2007 | 美女たちのおしゃべり                                                           | キム・インヒョプ、ソン・ヨンス（全国のど自慢） |
| 2008 | ペ・チョルス（コンサート7080）                                                 | ムン・グムジュ（KBSホール音響監督）            |
| 2009 | クォン・オジュン（ビタミン）                                                   | コ・ドンウク（KBSアートディレクター）          |
| 2010 | パク・カリン（男子の資格）                                                     | 「希望ロード大遠征」スタッフ7名                |
| 2011 | キム・テウォン（男子の資格）                                                   | カン・チャニ（カメラ監督）                     |
| 2012 | -                                                                              | キム・インヒョプ（全国のど自慢）               |

### その他の賞
- 2005年　ネチズン人気賞 - チ・ヒョヌ
- 2007年　特集プログラム賞 - 『全国のど自慢』「ニューヨーク」編
- 2010年　プロデューサー特別賞 - キム・センミン（芸能街中継）
- 2011年　プロデューサー特別賞 - イ・チャンミョン（出発!ドリームチーム2）
- 2012年　プロデューサー特別賞 - キム・ヨンホ

※プロデューサー特別賞は、KBSの番組プロデューサーが直接選ぶ、バラエティーの発展に貢献した人へ贈られる賞。

## 主な出演者
| 年   | 司会                                                     | 特別ステージ                                                                                   |
| ---- | -------------------------------------------------------- | ---------------------------------------------------------------------------------------------- |
| 2002 | シン・ドンヨプ、イ・ヒョリ                               |                                                                                                |
| 2003 | シン・ドンヨプ、イ・ヒョリ                               |                                                                                                |
| 2004 | イ・フィジェ、カン・スジョン                             |                                                                                                |
| 2005 | イ・フィジェ、カン・スジョン                             |                                                                                                |
| 2006 | イ・フィジェ、ペク・スンジュ キム・キョンラン（KBSアナ） |                                                                                                |
| 2007 | シン・ドンヨプ、イ・ヒョリ                               | 『美女たちのおしゃべり』出演陣、『マンマ・ミーア!』韓国版キャスト                              |
| 2008 | シン・ドンヨプ、キム・ソンウン、イ・ジエ                 | 『ドリームガールズ』キャスト、カン・ホドン&イ・スンギ（1泊2日） ワンダーガールス、ペク・ジヨン |
| 2009 | イ・ギョンギュ、ユナ (少女時代)、イ・ジエ                | G7（青春不敗）、2PM、Brown Eyed Girls                                                          |
| 2010 | シン・ドンヨプ、シン・ボンソン、イ・ジエ                 | 『男子の資格』バンド&合唱団、Miss A パク・ジニョン&ニックン&JUNO、KARA                         |
| 2011 | シン・ドンヨプ、ユナ（少女時代）、イ・ジエ               | 『男子の資格』混声合唱団、少女時代、SISTAR                                                     |
| 2012 | シン・ドンヨプ、スジ（Miss A）、イ・ジエ                 | 『不朽の名曲』出演者、チョ・スミ、Brave Guys（勇敢なヤツら）                                   |